# Nalotnica naziemna
Nalotnica naziemna Hypochnicium geogenium (Bres.) J. Erikss. – gatunek  grzybów należący do rzędu żagwiowców (Polyporales).

## Systematyka i nazewnictwo
Pozycja w klasyfikacji według Index Fungorum: Hypochnicium, Incertae sedis, Polyporales, Incertae sedis, Agaricomycetes, Agaricomycotina, Basidiomycota, Fungi.
Nazwę polską zaproponowali Gumińska i Władysław Wojewoda w 1983 r.

## Występowanie i siedlisko
Występuje w Europie, Ameryce Północnej i Azji. W piśmiennictwie naukowym na terenie Polski podano dość liczne jej stanowiska.
Saprotrof. Występuje w lasach na martwym drewnie; na opadłych gałęziach i powalonych pniach drzew i krzewów liściastych i iglastych, w wilgotnych biotopach.